# 特拉維夫馬卡比籃球俱樂部
特拉维夫马卡比篮球俱乐部（希伯來語：‎ )是一家主場位于以色列特拉维夫的职业篮球俱乐部。这支球队也是以色列篮球超级联赛和歐洲籃球聯賽的參賽隊伍。該球隊曾贏得6次歐洲籃球聯賽冠军以及55次以色列篮球超级联赛冠军。该俱乐部成立于1930年代中期，是特拉维夫马卡比体育俱乐部的旗下球隊一部分。自1963年以来，該俱樂部的主場一直位於梅羅納米夫塔奇姆競技場。